# Topless (singolo)
Topless è un singolo del DJ producer italiano Geeno e dei rapper italiani Luchè e CoCo, pubblicato il 9 luglio 2021.
Il brano è stato successivamente incluso nella lista tracce del quinto album di Luchè Dove volano le aquile, uscito l'anno seguente.

## Video musicale
Il video, diretto da Mauro Russo per Henea Productions, è stato reso disponibile il 10 agosto 2021 attraverso il canale YouTube della BFM.

## Tracce
Testi e musiche di Guido Parisi, Luca Imprudente e Corrado Migliaro.
1. Topless – 3:00

## Classifiche
| Classifica (2021) | Posizione massima |
| ----------------- | ----------------- |
| Italia            | 76                |